# فندق فيرمونت رويال يورك
فندق فيرمونت رويال يورك، سابقاً رويال يورك، هو فندق تاريخي كبير في تورونتو، أونتاريو، كندا. على شارع 100 فرونت ويست. وقد تم افتتاحه في 11 يونيو 1929، تم تصميم رويال يورك بواسطة روس و ماكدونالد (مع هنري سبروت ورولف) و بني بواسطة كناديان باسيفيك رولوياز. ويحتوي على 28 طابقاً، في 28 أكتوبر، 2014 تم الإعلان بأن الفندق سيجرى له سلسلة من التجديدات بعد إعادة هيكلة مالكيه.